# Suecia en los Juegos Paralímpicos de París 2024
Suecia estuvo representada en los Juegos Paralímpicos de París 2024 por un total de veinte deportistas, trece mujeres y siete hombres.

## Medallistas
El equipo paralímpico sueco obtuvo las siguientes medallas:
| Nombre            | Deporte          | Evento                                   |
| ----------------- | ---------------- | ---------------------------------------- |
| Oro               |                  |                                          |
| —                 |                  |                                          |
| Plata             |                  |                                          |
| Anna Benson       | Tiro             | Rifle en posición tendida 50 m SH1 mixto |
| Bronce            |                  |                                          |
| Anna Beck         | Ciclismo en ruta | Contrarreloj C1-3 femenino               |
| Nicolina Pernheim | Judo             | –70 kg J1 femenino                       |